# Adalberto (antipapa)
Adalberto o Alberto o Alerico (Atella, XI secolo – Aversa, 1102) è stato un monaco cristiano italiano, nominato antipapa nel febbraio 1101.

## Biografia
Adalberto, fu anticardinale e antivescovo della diocesi suburbicaria di Santa Rufina, venne eletto antipapa nel febbraio 1101 dalla fazione imperiale di Roma in seguito all'arresto e l'imprigionamento dell'Antipapa Teodorico a gennaio; non si conosce quale nome pontificale scelse.
Della sua precedente vita sappiamo solo che fu nominato vescovo dall'Antipapa Clemente III nel 1084 e che, nell'agosto 1098, quando i cardinali clementini scrissero ai loro avversari gregoriani, ora fedeli a Papa Urbano II, con la promessa di un salvacondotto a un sinodo da tenersi a Roma il 1º novembre, il suo nome era in testa ai firmatari.
Incoraggiati dall'imperatore Enrico IV, i seguaci di Clemente III, che avevano eletto Teodorico, si riunirono nella Basilica dei Santi Apostoli ed elessero Adalberto in contrapposizione a Papa Pasquale II. Poco dopo la sua elezione però, una sommossa riversò la folla alla Basilica dalla quale l'assemblea che lo aveva eletto fuggì precipitosamente. Lo stesso Adalberto tentò di rifugiarsi nella Basilica di San Marcello (uno dei punti di riferimento dei clementini), dove però i suoi sostenitori furono raggiunti e sconfitti. Adalberto si nascose presso un simpatizzante dei clementini ma quest'ultimo si lasciò persuadere e lo consegnò al pontefice. Adalberto fu così portato di fronte a Pasquale II nel Palazzo del Laterano dove il papa gli strappò il pallio e lo fece trascinare a coda di cavallo per la città sino, di nuovo, al Laterano, dove lo condannò a viver rinchiuso in una torre e, in seguito, esiliato nel monastero di San Lorenzo di Aversa, ove finì i suoi giorni come monaco in una data imprecisata, verso il 1102. Il suo successore fu l'Antipapa Silvestro IV (1105-1111).